# Кичик-Галадараси
Кичик-Галадараси (азерб. Kiçik Qaladərəsi), до 2004 года — Киров (азерб. Kirov) — село в Галадарасинском сельском административно-территориальном округе Шушинского района Азербайджана.

## География
Село Кичик-Галадараси входит в состав Галадарасинского сельского административно-территориального округа Шушинского района, при этом в состав этого сельского административно-территориального округа входит также и село Бёюк-Галадараси, которое является центром этого сельского административно-территориального округа.
Рядом с селом проходит дорога, ведущая из города Ханкенди в Армению, проложенная в 2022 году как альтернатива бывшему Лачинскому коридору.

## История
В советский период село называлось Киров и входило в состав Шушинского района, который в свою очередь входил в состав Нагорно-Карабахской автономной области (НКАО) Азербайджанской ССР.
2 сентября 1991 года на совместной сессии Нагорно-Карабахского областного и Шаумяновского районного Советов народных депутатов была принята Декларация о провозглашении Нагорно-Карабахской Республики (НКР) в границах НКАО и сопредельного Шаумяновского района Азербайджанской ССР.
26 ноября 1991 года Верховный Совет Азербайджанский Республики принял закон об упразднении НКАО, согласно которому, среди прочего, Шушинский район был включён в число районов республиканского подчинения.
В результате Карабахского конфликта село в начале 1990-х годов попало под контроль непризнанной НКК, согласно административно-территориальному делению которой стало называться Хин Шен (также Хиншен) и вошло в состав Шушинского района НКР.
Законом Азербайджанской Республики от 14 декабря 2004 года село Киров было переименовано в Кичик-Галадараси, а Кировский сельский административно-территориальный округ был переименован Галадарасинский сельский административно-территориальный округ.
Согласно трёхстороннему заявлению , подписанному по итогам Второй карабахской войны в ночь с 9 по 10 ноября 2020 года, село перешло под контроль российских миротворческих сил.
В результате боевых действий 19—20 сентября 2023 года село вернулось под контроль Азербайджана.